# Ministério da Cultura, Igualdade e Cidadania
O Ministério da Cultura, Igualdade e Cidadania foi a designação de um departamento do XX Governo Constitucional de Portugal. Na sua curta vida, o ministério teve apenas um titular, Teresa Morais. O ministério, assim como o XX Governo, não chegou a durar um mês, tendo sido substituído pelo Ministério da Cultura do XXI Governo. Foi instituído a 30 de outubro e extinto no dia 26 de novembro de 2015, com a tomada de posse do governo seguinte.